# Jakkanahalli, Arsikere
Jakkanahalli là một làng thuộc tehsil Arsikere, huyện Hassan, bang Karnataka, Ấn Độ.